# آيت تغلا (آيت والال)
آيت تغلا هو دُوَّار يقع بجماعة تازارين، إقليم زاكورة، جهة درعة تافيلالت في المملكة المغربية. ينتمي الدوّار لمشيخة آيت والال التي تضم 12 دوار. يقدر عدد سكانه بـ 206 نسمة حسب الإحصاء الرسمي للسكان والسكنى لسنة 2004.

## وصلات خارجية
- البوابة الوطنية للجماعات الترابية
- المندوبية السامية للتخطيط